# Sophronica unicolor
Sophronica unicolor là một loài bọ cánh cứng trong họ Cerambycidae.